# Chersomanes
A Chersomanes a madarak osztályának verébalakúak (Passeriformes) rendjébe és a pacsirtafélék (Alaudidae) családjába tartozó nem. Régebben rendszerezők a két fajt azonosnak tekinteték.

## Rendszerezésük
A nemet Jean Cabanis német ornitológus írta le 1851-ben, az alábbi 2 faj tartozik ide:
- ciripelő pacsirta (Chersomanes albofasciata)
- Chersomanes beesleyi

## Előfordulásuk
Afrika déli részén honosak. Természetes élőhelyeik a szubtrópusi és trópusi gyepek és cserjések. Állandó, nem vonuló fajok.

## Megjelenésük
Testhosszuk 11-14 centiméter körüli.